# Молев, Николай Георгиевич
Никола́й Гео́ргиевич Молев (27 января 1925, дер. Соколово, Владимирская губерния — 1 марта 1945, Фрауенбург, Восточная Пруссия) — участник Великой Отечественной войны, автоматчик 1-й отдельной моторизованной разведывательной роты при разведывательном отделе штаба 3-го Белорусского фронта, рядовой. Закрыл своим телом амбразуру пулемёта. Герой Советского Союза (1945 — посмертно).

## Биография
Родился 27 января 1925 года в деревне Соколово (ныне — в Александровском районе Владимирской области) в семье рабочих Струнинской текстильной фабрики. С 1933 года учился в начальной школе в близлежащей деревне Романово, с 1937 года — в школе № 2 посёлка Струнино. Работал в колхозе, мечтал стать железнодорожником.
Был призван в РККА Струнинским РВК 23 января 1943 года, с марта 1943 года участвовал в боях, был дважды легко ранен.
К весне 1945 года являлся разведчиком фронтового уровня, автоматчиком отдельной разведроты при штабе 3-го Белорусского фронта. В ночь на 1 марта 1945 года в составе разведгруппы выполнял задание по выявлению системы укреплений противника и захвату языка на западном берегу реки Бауда в двух километрах севернее Фрауенбурга. Объектом действий группы был выбран ДОТ. Когда группа скрытно переправилась через реку и подобралась к ДОТу, в свете осветительных ракет она была обнаружена, и противник открыл по ней огонь из пулемёта, установленного в ДОТе. Рядовой Молев бросил в ДОТ гранату, огонь на время прекратился, и разведчик бросился к амбразуре. В этот момент пулемёт вновь открыл огонь, и Николай Молев упал на амбразуру, закрыв её телом. Это позволило разведгруппе ворваться в ДОТ, уничтожить в нём 7 человек, включая оберфельдфебеля, взять пленного и захватить пулемёт.
Николай Молев был похоронен у шоссе близ деревни Кикельхофф, позднее перезахоронен на мемориальном кладбище в посёлке Килен (в одном километре от Толькмицко).

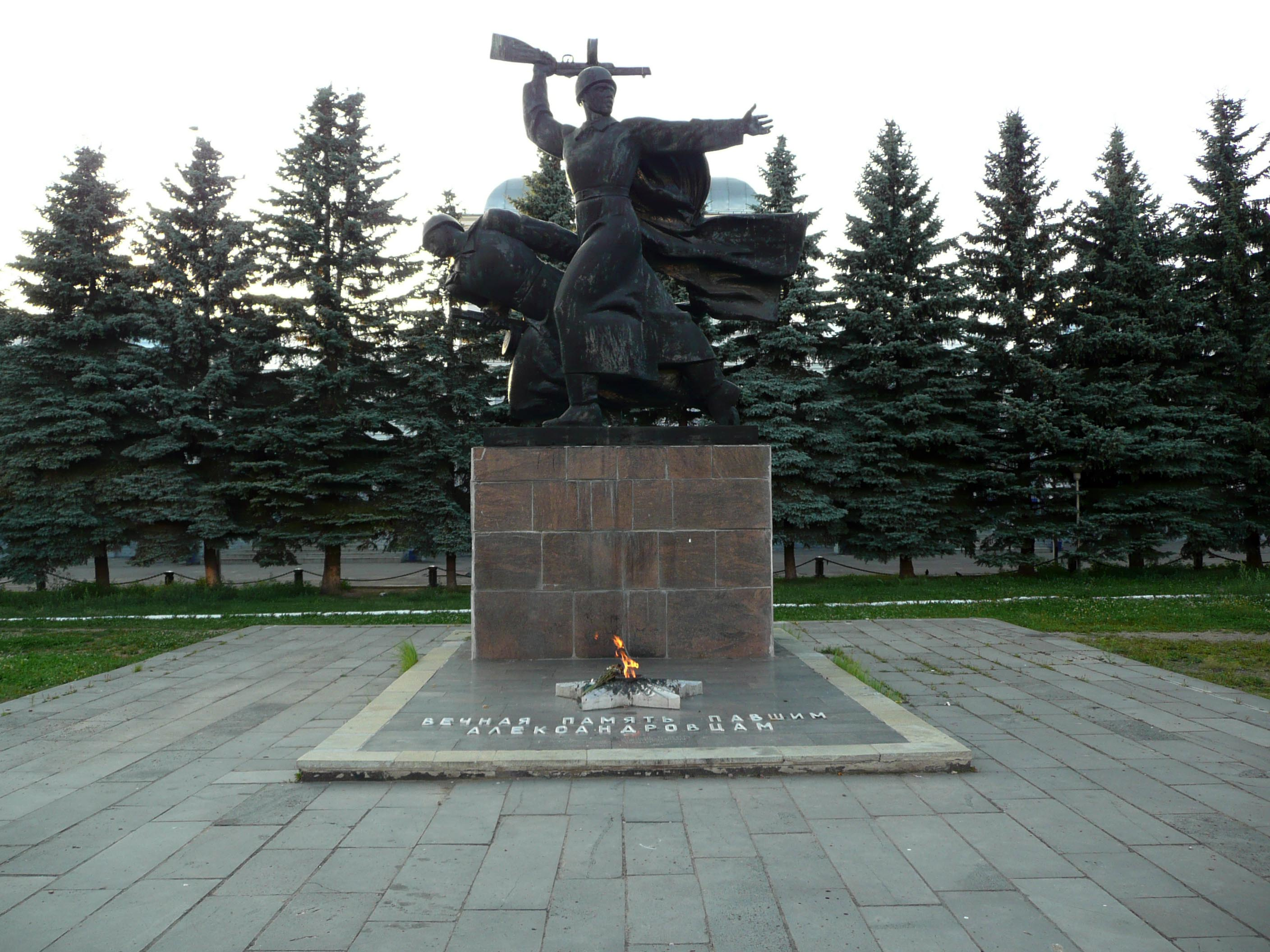
Памятник александровцам, погибшим в годы войны

Указом Президиума Верховного Совета СССР от 29 июня 1945 года за образцовое выполнение боевых заданий командования на фронте борьбы с немецко-фашистскими захватчиками и проявленные при этом мужество и героизм красноармейцу Молеву Николаю Георгиевичу посмертно присвоено звание Героя Советского Союза.

## Память
В деревне Соколово установлен обелиск и памятная мемориальная доска: «Здесь, в деревне Соколово, родился и жил Герой Советского Союза Николай Георгиевич Молев». 10 сентября 2020 года в деревне Соколово был торжественно открыт бюст Николая Молева. В Струнино именем героя названа улица. В 2011 году на здании школы, где учился Николай Молев, укреплена мемориальная доска.
В городе Александрове на Комсомольской площади установлен памятник александровцам, павшим в годы Великой Отечественной войны работы ленинградского скульптора Бориса Дмитриевича Яковлева. Композиция памятника представляет собой двух солдат, один из которых сражен пулей. Считается, что идея композиции была подсказана автору судьбами двух местных Героев Советского Союза, а сраженный пулей солдат — это Н. Г. Молев.